# 万盛街道 (广安市)
万盛街道，是中华人民共和国四川省广安市广安区下辖的一个乡镇级行政单位。

## 行政区划
万盛街道下辖以下地区：
五福社会社区、万盛社区、安龙社区、蛇龙村和长乐村。